# Jewgeni Alexejewitsch Fjodorow

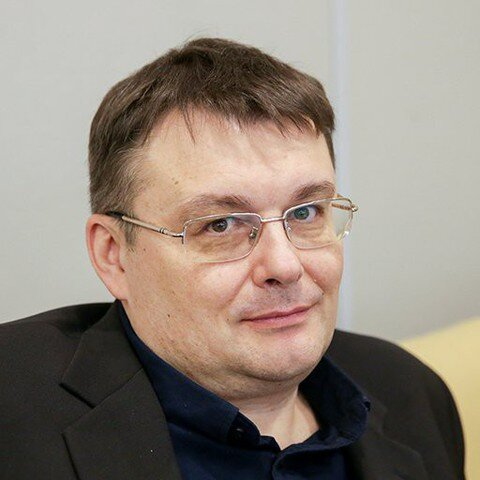
Jewgeni Alexejewitsch Fjodorow (2022)

Jewgeni Alexejewitsch Fjodorow (russisch Евгений Алексеевич Фёдоров; * 11. Mai 1963 in Leningrad, Russische SFSR, Sowjetunion) ist ein russischer Politiker, Abgeordneter der Duma der Föderationsversammlung der Russischen Föderation (1993–1996, 2003 bis jetzt), Mitglied des Staatsduma-Ausschusses für Haushalt und Steuern, Mitglied des zentralen politischen Rates der Partei Einiges Russland, „wirklicher Staatsrat“ der Russischen Föderation, Kandidat der Wirtschaftswissenschaften und Koordinator der Organisation Nationale Befreiungsbewegung.
Er ist ein bekennender postsowjetischer Ultra-Nationalist und gilt als rechtsextremer Hardliner. Im Schatten des Überfalls Russlands auf die Ukraine legte er der Staatsduma im Juni 2022 einen Gesetzesentwurf vor, wonach Russland als Rechtsnachfolger der Sowjetunion dem Staat Litauen die Souveränität „aberkennen“ müsse.

## Biographie
Fjodorow ist ein ausgebildeter Energietechniker. Im Jahr 1985 schloss er die militärische ingenieurtechnische Universität von Leningrad (heute Sankt Petersburg) ab. 2006 absolvierte er das Nordwest-Institut für Management der Russischen Präsidialakademie für Volkswirtschaft und öffentliche Verwaltung mit einem Diplom in Wirtschaftswissenschaften.
Seit 1989 saß Fjodorow als Abgeordneter im Leningrader Regionalrat. Nach der Russischen Verfassungskrise 1993 stellte der Regionalrat seine Tätigkeit ein. Bei den Parlamentswahlen 1993 im Dezember 1993 wurde er in die Duma gewählt.
Von 1997 bis 1998 war Fjodorow stellvertretender Stabschef des Verteidigungsrates in der Präsidialverwaltung.